# Küchenpost
Küchenpost war die volkstümliche Bezeichnung für eine Fahrpostverbindung zur Versorgung des Hofes. Es waren geschlossene Landkutschen, die wie die ordentlichen aber offenen Fracht-Postkutschen, auf allen Stationen die Pferde wechselten. Diese Küchenposten wurden durch einen Schaffner begleitet, der für den sorgfältigen und schnellen Transport zu sorgen hatte.
In der "Sammlung der Verordnungen und Ausschreiben" für das Königreich Hannover von 1821 heißt es: "Die (3x wöchentlich) von Lüneburg  kommende fahrende Post, imgleichen die Hannoversche Küchenpost, soll mit dem ersten Passagier Ever nach der Abfahrts-Ordnung von Haarburg nach Hamburg jederzeit abgehen."
Küchenposten waren bei den sparsamen Reisenden ihrer Bedeckung und des geringeren Postgeldes wegen beliebt. Sie gingen unter anderem nach Hannover, Schwerin, Berlin und Braunschweig. Von Braunschweig ging es weiter mit der sächsischen Gelben Kutsche nach Leipzig über Prag bis nach Wien.

## Braunschweiger Küchenpost
1706 erteilte Herzog Anton Ulrich (1684–1714) von Braunschweig-Wolfenbüttel dem General-Erb-Postmeister Graf von Platen den Auftrag über eine Privatpost, die spätere „Küchenpost“, mit Heinrich Georg Henneberg zu verhandeln. Dem Grafen von Platen war das gesamte Postwesen im Braunschweig-Lüneburgischen mit dem Wolfenbüttelischen Anteil überlassen worden.

Posthaus an der Gördelingerstraße

Bisher ging eine Stadt-Braunschweiger Botenpost nach Hamburg, die den Bedürfnissen des Herzogs nach frischen Lebens- und Genussmitteln nicht gerecht wurde. Diese Botenpost nach Hamburg wurde 1709 aufgehoben. Es wurde ein Tarif bekannt gemacht, zu denen Briefe, Päckereien und Passagiere von der nun eingerichteten „Küchenpost“ nach und von Hamburg befördert werden sollten. Für die Abfertigung der Küchenpost wurde der Postkammerschreiber Heinrich Georg Henneberg bestellte. Für Hamburg war der Kgl. Preuß. Kommissar C. Wolf im Nebenamt zuständig.

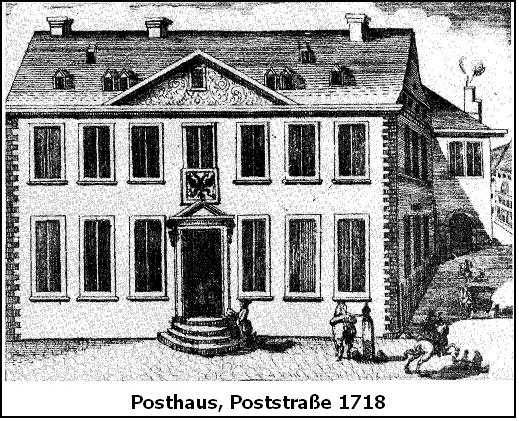
Posthaus Kohlmarkt (heute Poststraße)

Die Abfertigung erfolgte in der Gördelingerstraße 44, im Hause von Henneberg. 1743 zog man in das Fürstliche Posthaus in die Breiten Straße (nach Umbau der Straße, Kohlmarkt Ass300, heute Poststraße (Einrichtungshaus)) um.
Die Küchenpost fuhr 1717 bis nach Blankenburg, ab 1722 mit Anschluss an die Kursächsische Post nach Leipzig, die so genannte „Gelbe Kutsche“. 1732 wurde die braunschweigische Küchenpost Teil der Landespost, die Hamburger Anlaufstelle zum braunschweigischen Postamt erhoben. Nach Streitigkeiten mit der hannoverschen Küchenpost entschlossen sich beide Parteien zur „Chur- und fürstlich Braunschweigischen Communios-Post“. Die Fahrten wurde verdoppelt und Gewinn und Verlust im Verhältnis 3 (Hannover) zu 2 (Braunschweig) verteilt. Nach einer Unterbrechung zur Zeit des Königreichs Westphalen wurde im Jahre 1835 das Postamt in Hamburg aufgehoben.